# Lâmpada de descarga
Lâmpada de descarga é uma lâmpada na qual a luz é gerada direta ou indiretamente pela passagem de corrente elétrica através de um gás, mistura de gases ou vapores.

## Descrição

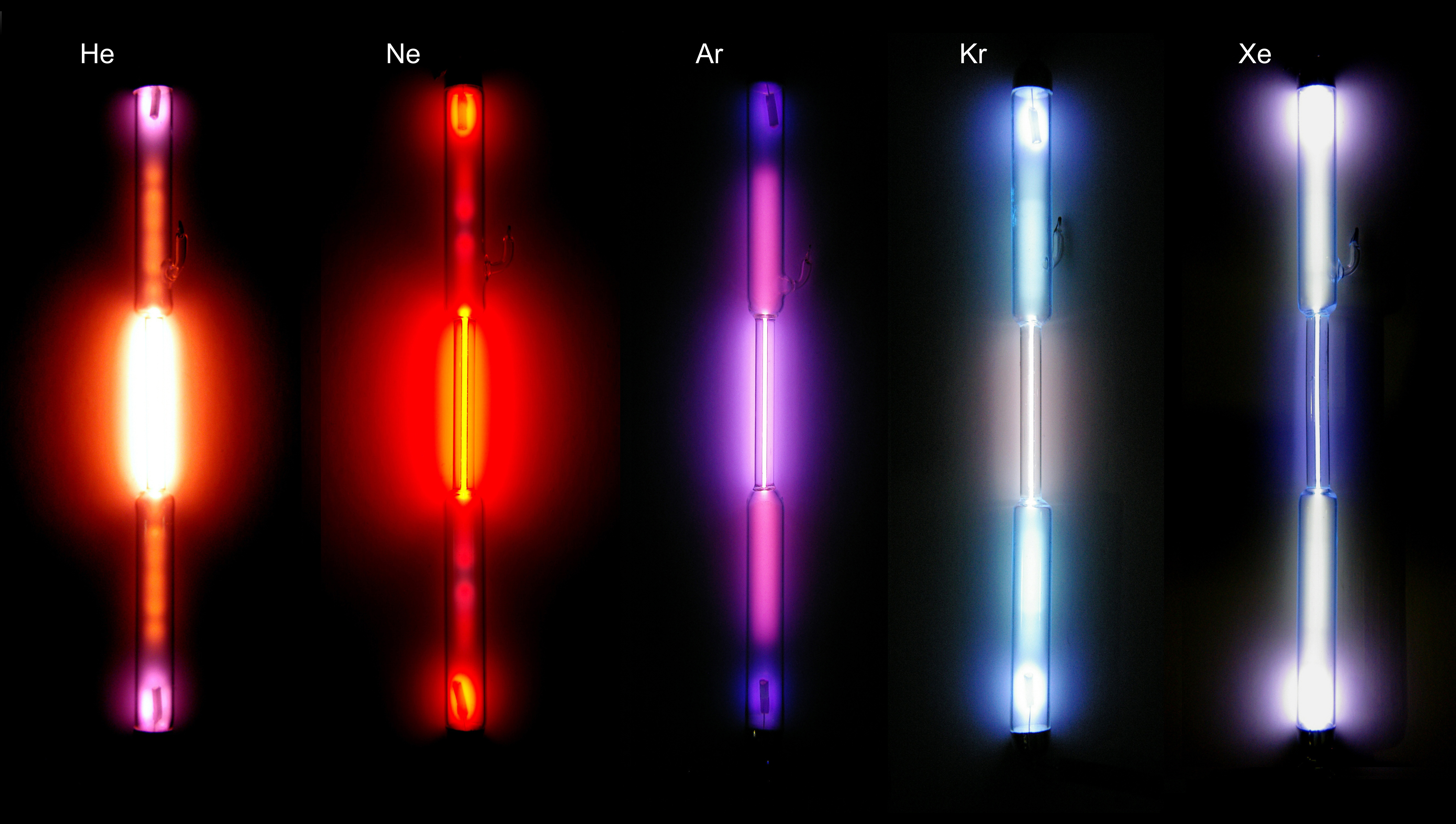
Lâmpadas de descarga com gases nobres (hélio, néon, árgon, crípton e xénon).

Seu princípio de funcionamento baseia-se na condução de corrente elétrica em um meio gasoso, quando entre seus eléctrodos se estabelece uma tensão elevada capaz de vencer a rigidez dielétrica do meio. Os meios gasosos mais utilizados são argônio, neônio, xenônio, hélio e criptônio, além dos vapores de mercúrio e sódio.
A pressão do gás ou vapor dentro do bulbo pode variar desde fração de atmosfera até dezenas de atmosferas. Assim estas lâmpadas são classificadas como de baixa e alta pressão. As lâmpadas de neônio e as fluorescentes são lâmpadas de baixa pressão, enquanto as de vapor de mercúrio, vapor de sódio, iodeto metálico e gás xenônio são de alta pressão.

Dentro da lâmpada, nas suas extremidades, existem eletrodos de tungstênio revestidos por certos óxidos, que quando aquecidos, emitem uma nuvem de elétrons. Quando uma elevada tensão é estabelecida entre os eletrodos, há o surgimento de um arco elétrico entre os mesmos. Os elétrons que constituem o arco se chocam com os átomos dos gases e vapores, liberando luz ultravioleta e visível.

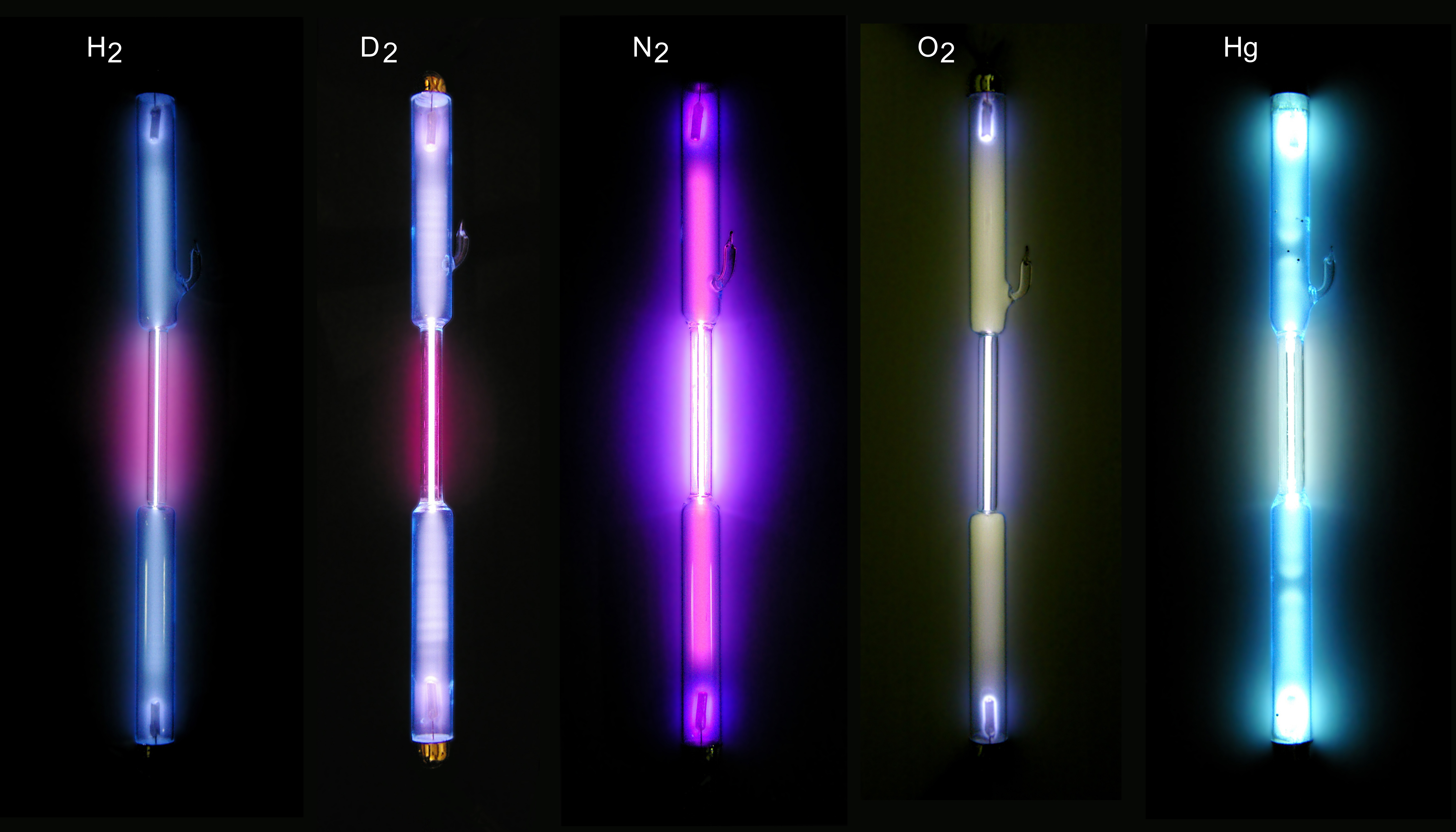
Lâmpadas de descarga com hidrogénio, deutério, azoto, oxigénio e mercúrio.

A superfície interna do bulbo da lâmpada pode ser revestido por um material fluorescente. Este material emite luz visível quando é ativado por luz ultravioleta, isto é, não visível.
Os tipos mais comuns são:
- Lâmpadas Fluorescentes
- Lâmpadas de vapor de mercúrio
- Lâmpadas de vapor de sódio
- Lâmpadas Mistas